# Magic Valley
Magic Valley (em português: Vale Mágico) é um jogo eletrônico de aventura e de simulação em tempo real desenvolvido pela Vostu, disponível como um aplicativo nas redes sociais Orkut e Facebook. O jogo permite que membros do Orkut e do Facebook possam reconstruir um vale mágico destruído, construindo casas e fábricas, além de poder dissipar a neblina ao redor do vale para expandi-lo. Além disso, o jogador é aprendiz de magia.
Como na maioria dos jogos do Facebook, ele é um jogo freemium, isto é, não há custo para jogar, mas os jogadores têm a opção de compra de conteúdo premium. O jogo atualmente está em versão beta, com cerca de 270 mil usuários ativos no Facebook.

## Jogabilidade
O jogo Magic Valley permite o jogador administrar um vale mágico, onde o objetivo é reconstruí-lo. Para isso o jogador terá que construir casas e negócios, decorar o vale, plantar sementes, vender produtos, cumprir metas e remover elementos naturais, para ganhar experiência para passar de nível, dinheiro para construir novos edifícios e decorar o vale e ingredientes para produzir produtos.
Além disso, também é possível expandir o vale. Para isso, o jogador terá que ir cumprindo metas para desbloquear áreas no vale. Para comprar uma expansão, o jogador precisará de dinheiro e Runas do Sol.
O jogador também pode visitar vizinhos, podendo coletar cinco casas ou recursos naturais a cada dia. Esses trabalhos dão experiência, dinheiro, pontos de energia e outros materiais.

## História
O jogador e Balthazar são expulsos da Academia de Magia depois de um evento misterioso que destrói o laboratório de Alquimia. Os dois devem então recuperar o povoado natal de Balthazar, um vale mágico coberto por uma misteriosa neblina onde encontrarão diferentes animais mágicos.
O jogador é o único humano nesse mundo, onde deve construir casas, fábricas mágicas, decorar e dissipar a neblina, descobrindo surpresas escondidas a cada expansão. Para viver essa mágica aventura, o aprendiz conta com a ajuda de amigos, como William III, um guaxinim experiente em negócios que o ajudará a construir e estabelecer seu comércio mágico, e também com seu mentor Balthazar, um corujão rabugento e adorável.

## Desenvolvimento
A ideia de se desenvolver o jogo partiu de pesquisas entre jogadores experientes e aficionados em títulos da companhia. O jogo marca a recuperação da Vostu no mercado. Foi o primeiro jogo da companhia que é focado em usuários do Facebook, e não os do Orkut, como foi nos outros jogos.
Segundo Matias Recchia, CEO da Vostu, Foi um processo muito desafiador. Foram 10 meses de trabalho, com uma equipe de mais de 30 pessoas. Começamos a partir de esboços em papel do jogo e fizemos uma revisão do loop principal do jogo várias vezes. Queríamos criar um jogo complexo o suficiente para os gamers ávidos, mas, também, simples o bastante para que toda a família pudesse se divertir. Nós demos muita ênfase ao desenvolvimento das personalidades dos personagens, para criar um enredo rico e nos certificarmos de que a experiência de jogo seria perfeita.
O jogo antes de ser lançado oficialmente, passou por uma versão alpha, onde o game estava ganhando os ajustes finais para ser lançado. Nessa fase os usuários podiam testar o jogo e comunicar erros à companhia.

## Recepção e crítica

### Aplicativos mais baixados
No dia 5 de agosto, o site INFO divulgou uma lista dos 10 aplicativos mais baixados da semana. E entre eles estava o Magic Valley, ocupando a 7ª colocação.

### Avaliações
Também no site INFO o Magic Valley é avaliado com 4 estrelas nas notas do Editor e do Público. No Facebook, o jogo também é avaliado com 4 estrelas pelo público.